# Iritis
Iritis je vrsta prednjeg uveitisa i odnosi se na upalu očne šarenice.

## Vrste
Postoje dvije glavne vrste iritisa: akutni i kronični. Oni se razlikuju na više načina. Akutni iritis je vrsta iritisa koja se izliječi sama od sebe u nekoliko tjedana. Ako se koristi terapija, izlječenje je brže. Kronični iritis može biti prisutan mjesecima ili godinama prije oporavka. Kronični iritis ne reagira tako dobro na terapiju kao akutni. Također je popraćen s većim rizikom od teškog oštećenja vida. 

## Znakovi i simptomi
- Okularna i periorbitalna bol
- Fotofobija
- Konsenzualna fotofobija (bol koja se javlja u zahvaćenom oku nakon što se osvijetli drugo oko)
- Zamagljen i maglovit vid
- Crvenilo oka, poglavito okolina šarenice
- Istjecanje leukocita i proteina u prednju očnu sobicu
- Sinehija (adhezija irisa na leću i rožnicu)
- Bolest kretanja

## Uzroci i komorbiditeti
- Fizička trauma oka

Upalne i autoimune bolesti: 
- Ankilozni spondilitis i drugi poremećaji vezani uz HLA-B27
- Iridociklitis i drugi oblici upale žilnice
- Reumatoidni artritis
- Behcetova bolest
- Crohnova bolest
- Lupus
- Reiterova bolest
- Kronična psorijaza
- Sarkoidoza
- Sklerodermija
- Ulcerozni kolitis
- Gušavost

Infekcije: 
- Tuberkuloza
- Lajmska bolest
- Sifilis
- Toksoplazmoza
- Toksokardije
- Herpes simplex
- Herpes zoster virus

Maligne bolesti: 
- Leukemija
- Limfom
- Maligni melanom

Iritis se uglavnom javlja sekundarno uz neka sistemska oboljenja, ali može biti i zasebni simptom. 

## Komplikacije
- Katarakta
- Glaukom
- Kalcifikacija rožnice
- Stražnji uveitis
- Sljepoća
- Keratopatija
- Cistični makularni edem

## Liječenje
- Steroidne protuupalne kapi za oči (kao prednizol acetat).
- Dilatirajuće kapi za oči (da spriječe sinehiju i smanje fotofobiju).
- Kapi za smanjivanje očnog tlaka (kao brimonidin tartarat).
- Oralni steroidi
- Subkonjuktivalne steroidne injekcije
- Nisko steroidne tvari kao metotreksat (za prolongirani kronični iritis)

|  | Molimo pročitajte upozorenje o korištenju medicinskih informacija. Ne provodite liječenje bez savjetovanja s liječnikom! |